# جيرارد بيلي
جيرارد بيلي (بالإنجليزية: Gerard Beale)‏ هو لاعب دوري الرغبي نيوزيلندي، ولد في 18 يوليو 1990 في بريزبان في أستراليا.

## روابط خارجية
- جيرارد بيلي على موقع ItsRugby.co.uk (الإنجليزية)